# Alfa Romeo SZ/RZ
El Alfa Romeo SZ (Sprint Zagato o ES-30 Experimental Sportscar 3.0 litre) es un automóvil deportivo de dos puertas biplaza de edición limitada, producido por el fabricante italiano Alfa Romeo entre 1989 y 1991.
La versión SZ con techo rígido también tuvo una versión descapotable llamada Alfa Romeo RZ (Roadster Zagato), producido entre 1992 y 1993. Fue presentado como "ES-30" en el Salón del Automóvil de Ginebra de 1989, como prototipo de Zagato.

## Diseño, desarrollo y características
Ambas versiones se fabricaron como resultado de una empresa conjunta entre Centro Stile Zagato, Centro Stile Alfa Romeo y Centro Stile Fiat. Robert Opron, del centro de diseño de Fiat, fue el responsable de los bocetos iniciales, mientras que Antonio Castellana fue principalmente responsable de los detalles de diseño finales y del interior.
En términos de motor y componentes mecánicos, el automóvil fue basado en el Alfa Romeo 75.
Los componentes mecánicos eran fabricados por Alfa Romeo y mejorados por Alfa Corse.
Los paneles de la carrocería, realizados con compuesto de plástico reforzado con vidrio y moldeados por inyección, fueron fabricados por la empresa italiana Carplast y por la empresa francesa Stratime.
La suspensión fue tomada del Alfa Romeo 75 group A/IMSA y fue modificada por Giorgio Pianta, ingeniero y jefe de los equipos de rally de Fiat y de Lancia.
Un sistema de amortiguadores hidráulicos fue realizado por Koni.
El automóvil tiene un inusual trío de faros instalado en cada lado, un diseño usado posteriormente en algunos modelos de la marca en los años 2000.
El SZ originalmente fue equipado con neumáticos Pirelli P Zero, capaz de soportar 1.1 G en las curvas, aunque algunos pilotos han registrado 1.4 G, que sigue siendo una excelente cifra de rendimiento.

## Producción
Fue puesto a la venta como Alfa Romeo a pesar de que había sido principalmente construido por Zagato, con excepción de la mecánica. El logotipo "Z" de Zagato fue mantenido en el automóvil.
La producción del Alfa Romeo SZ y RZ fue realizada por Zagato. Entre los años 1989 y 1993, fueron producidas 1036 unidades del SZ de las 1000 previstas; y 278 unidades del RZ de las 350 previstas.
38 de las 1036 unidades del SZ eran prototipos y automóviles de preproducción destinados a ser desguazados, de los cuales algunos de ellos todavía existen. Aproximadamente 100 unidades del SZ fueron exportadas a Japón.
Solamente un esquema de colores oficial estaba disponible para el SZ: "Rosso Alfa" (rojo) con techo gris. Una unidad del SZ, que antes había sido un automóvil de carreras, fue modificada y pintada en negro para Andrea Zagato, el director ejecutivo de Zagato.
Respecto al RZ, estaban disponibles tres esquemas de colores oficiales: rojo, amarillo y negro. Tres RZ fueron pintados de color plateado y uno de color blanco metalizado.

## Especificaciones
| Distribución                        | SOHC 2 válvulas por cilindro, con balancines y correa dentada                                             |
| Relación de compresión              | 10.0:1 |
| Alimentación                        | Inyección multipunto Bosch Motronic ML4.1 naturalmente aspirado, con convertidor catalítico de triple vía |
| Diámetro x carrera                  | 93 x 72,6 mm (3,66 x 2,86 pulgadas)                                                                       |
| Potencia máxima                     | 210 CV (207 HP; 154 kW) @ 6200 rpm                                                                        |
| Par máximo                          | 25 kg·m (245 N·m; 181 lb·pie) @ 4500 rpm                                                                  |
| Capacidad del tanque de combustible | 68 litros (18,0 galAm)                                                                                    |
| Sistema de refrigeración            | Líquida presurizada con radiador eléctrico termostático, con capacidad de 10 litros (2,6 galAm)           |
| Sistema de lubricación              | Cárter húmedo                                                                                             |
| Embrague                            | Plato sencillo seco                                                                                       |

| 1.ª  | 2.ª  | 3.ª  | 4.ª  | 5.ª  | Reversa | Final |
| ---- | ---- | ---- | ---- | ---- | ------- | ----- |
| 2.87 | 1.72 | 1.22 | 0.94 | 0.78 | 3.00    | 3.91  |

## En la cultura popular
El SZ apareció en el videojuego de carreras de 1990 Super Cars para computadora y videoconsolas, con el nombre "Taraco Neoroder Turbo".
También ha aparecido en algunas ediciones de Forza.